# Ilhas Cook nos Jogos Olímpicos de Verão de 1992
As Ilhas Cook competiram nos Jogos Olímpicos de Verão de 1992 em Barcelona, Espanha.

## Results by event

### Atletismo
100 m masculino
- Mark Sherwin
  - Eliminatórias — 11.53 (→ não avançou)

### Halterofilismo
- Sam Nunuku Pera